# Expedición Gaselee
La Expedición Gaselee fue un alivio exitoso de una fuerza militar multinacional para marchar a Beijing y proteger a las legaciones diplomáticas y a los ciudadanos extranjeros en la ciudad de los ataques en 1900. La expedición fue parte de la guerra de la Rebelión de los Bóxers.

## Antecedentes
Los Boxers eran un movimiento de masas rurales anticristiano y antiextranjero. Su objetivo era librar a China de la influencia extranjera (occidental). En mayo y principios de junio de 1900, avanzaron sobre Beijing. El gobierno Qing de China fue equívoco sobre los Boxers, temiendo que pudieran convertirse en anti-Qing. Los Boxers eran una seria amenaza para los ciudadanos occidentales y japoneses y los cristianos chinos que vivían en Beijing, Tianjin y otras áreas del norte de China.[cita requerida]
Las legaciones diplomáticas (embajadas) en Beijing solicitaron que se enviaran marines para protegerlos; más de 400 de ocho países llegaron a Beijing el 31 de mayo. Sin embargo, a medida que aumentaba la amenaza de los Boxers, se hizo evidente que se necesitaban soldados adicionales. El 9 de junio, Sir Claude Maxwell MacDonald, el ministro británico, envió un cable al vicealmirante Edward Hobart Seymour, comandante de la flota china de la Armada británica, que la situación en Beijing «se estaba volviendo cada hora más grave» y que «las tropas deberían desembarcarse y todos los arreglos deberían hacerse para un avance a Pekín [Beijing] de una vez».
Al recibir el mensaje de MacDonald, Seymour reunió en 24 horas una fuerza de más de 2000 marineros e infantes de marina de buques de guerra occidentales y japoneses y se preparó para embarcar hacia Beijing desde Tianjin, a 75 millas de distancia, en tren. Su fuerza consistía en 916 británicos, 455 alemanes, 326 rusos, 158 franceses, 112 estadounidenses, 54 japoneses, 41 italianos y 26 austriacos. El Jefe de Estado Mayor de Seymour era el Capitán John Jellicoe. El comandante de los estadounidenses en la expedición fue el capitán Bowman H. McCalla.
Los diplomáticos en Beijing anticiparon que Seymour llegaría allí el 11 de junio, pero no lo hizo. Poco después, todas las comunicaciones fueron cortadas y la Expedición Seymour desapareció en el interior de China. Actuando sin el permiso de la corte imperial china, en efecto, habían lanzado una invasión. La respuesta china fue decisiva; la Expedición Seymour sufrió una desastrosa derrota.[cita requerida]

## Expedición
Las tropas aliadas sufrían de enfermedades graves, condiciones insalubres, diarrea, moscas y otras plagas. El general Dorwood advirtió avanzar, instando a 60.000 hombres a estar listos antes de seguir adelante, ya que fue testigo de la guerra china contra las fuerzas aliadas con su armamento en Tianjin. Los chinos destruyeron los ferrocarriles y los barcos chatarra para evitar el avance aliado. El mariscal de campo alemán Alfred von Waldersee fue seleccionado como comandante supremo, pero estaba en Alemania con sus soldados. El teniente general Sir Alfred Gaselee fue elegido como comandante temporal de la expedición porque la Alianza tenía prejuicios contra el general japonés no blanco Yamaguchi Motomi a pesar de que era el oficial de más alto rango.
Solo 2.500 soldados e infantes de marina estaban disponibles para mantener una posición de unas diez millas de longitud, con toda la comunicación con la flota cortada durante un tiempo considerable. Pero las tropas de las Potencias estaban siendo llevadas a la escena con el mayor despacho posible. Sin embargo, no fue hasta el 14 de julio que llegaron suficientes refuerzos de la costa para aliviar después de severos combates a la asediada fuerza y capturar toda la ciudad, lo que era indispensable como base de operaciones contra Pekín. Luego vino otra espera angustiosa antes de que pudiera comenzar el avance sobre la capital. Esto se debió en gran parte a los cambios de opinión con respecto al valor chino y la efectividad de su resistencia a la expedición de Seymour. Tal como estaba, los Aliados habrían tardado en Tientsin en busca de refuerzos adicionales algunas semanas más si los comandantes británicos y estadounidenses no hubieran amenazado con proceder solos con sus contingentes y arriesgarse a las consecuencias. Aunque se sintió, por lo que se había aumentado la estimación de la destreza china, que al menos 50 000 tropas eran necesarias, algunos pensaron que 70 000, con éxito para invadir el interior, la segunda expedición de socorro a Pekín finalmente se puso en marcha, el 4 de agosto, La fuerza principal estaba compuesta por japoneses (20 840), rusos (13 150), británicos (12 020), franceses (3520), estadounidenses (3420), Alemán (900), italiano (80), austrohúngaro (75).

### Fuego amigo aliado deliberado y accidental
Los Aliados discutieron y lucharon entre sí, criticando severamente la capacidad de lucha del otro. Algunos fusileros galeses reales británicos mataron a cuatro alemanes en una pelea. Su comandante supuestamente encarceló a sus hombres por no asesinar a más alemanes. Los franceses a menudo disparaban (posiblemente) por accidente contra las otras fuerzas aliadas, sin hacer mucho de nada más.

### Clima
Las temperaturas de 108 °F (42 °C) y los insectos plagaron a los Aliados. Los soldados se deshidrataron y los caballos murieron. Los aldeanos chinos mataron a las tropas aliadas que buscaban pozos, arrancaron los ojos y cortaron las lenguas de las tropas japonesas, clavándolas en las puertas de la aldea. El clima hizo que muchos soldados aliados murieran de calor mientras echaban espuma en la boca durante la expedición. Los indios británicos e incluso los rusos, que fueron juzgados como los más fuertes, sucumbieron.

### Atrocidades
Las tácticas eran espantosas en ambos lados. Para entonces, cada parte había escuchado informes de las atrocidades cometidas por la otra. Los periódicos extranjeros publicaron rumores e informes de tercera mano; algunos resultaron ciertos. Los testigos informaron que los Aliados decapitaron cadáveres chinos ya muertos, bayonetaron o decapitaron a chinos vivos y violaron a niñas y mujeres chinas. Los rusos y los japoneses fueron especialmente conocidos por sus atrocidades por parte de los otros aliados. Los rusos mataron a civiles chinos indiscriminadamente. Hubo informes generalizados de que los chinos respondieron con violencia y mutilación, especialmente hacia los rusos capturados. El teniente estadounidense Smedley Butler vio los restos de dos soldados japoneses cuyos ojos fueron arrancados y las lenguas cortadas antes de ser clavados en las puertas.